# غوالتا
بلدية غوالتا (بالإسبانية: Gualta) هي بلدية تقع في مقاطعة جرندة التابعة لمنطقة كتالونيا شمال شرق إسبانيا.

## الديموغرافيا
بلغ عدد سكان بلدية غوالتا 358 نسمة عام 2011 (وفقاً للمعهد الوطني الإسباني للإحصاء).
| 270 | 284 | 334 | 359 | 349 | 380 | 358 |